# Kita-ku (Kyoto)
Pour les articles homonymes, voir Kita-ku.
Kita (北区, Kita-ku) est un des onze arrondissements de la ville de Kyoto, dans la préfecture de Kyoto au Japon. Son nom signifie « arrondissement du nord ». En 2008, la population de l'arrondissement est de 122 391 habitants.

## Universités
- Université Bukkyō
- Université de Kyoto Sangyō
- Université de Ritsumeikan, campus de Kinugasa
- Université Ōtani

## Temples, sanctuaires et sites remarquables
- Daitoku-ji, célèbre temple de la secte Rinzai.
- Kamo-jinja, un des plus anciens sanctuaires du Japon.
- Kinkaku-ji, le pavillon d'or, un des plus célèbres temples du Japon.
- Shikichi-jinja, très connu sous le nom Wara-tenjin.
- Kenkun-jinja, ou Kenkun-San est un sanctuaire important pour les japonais en lien avec le premier unificateur du Japon, Oda Nobunaga, qui y est vénéré.